# Villa Borghese Pinciana
A Villa Borghese Pinciana é um palácio no monte Pinciano de Roma, situado no interior do segundo maior parque da capital italiana, os Jardins da Villa Borghese, inicialmente parte de um todo integrado, mas que agora são considerados de forma bastante separada pelos turistas. Actualmente, a villa alberga um museu, a Galleria Borghese.
A villa foi construída pelo arquitecto Flaminio Ponzio, entre 1613 e 1616, o qual desenvolveu esboços criados pelo próprio cardeal Scipione Borghese, sobrinho do papa Paulo V, o qual usou o palácio como villa suburbana, uma villa de recreio na periferia de Roma, e para acomodar a sua colecção de arte.

## História

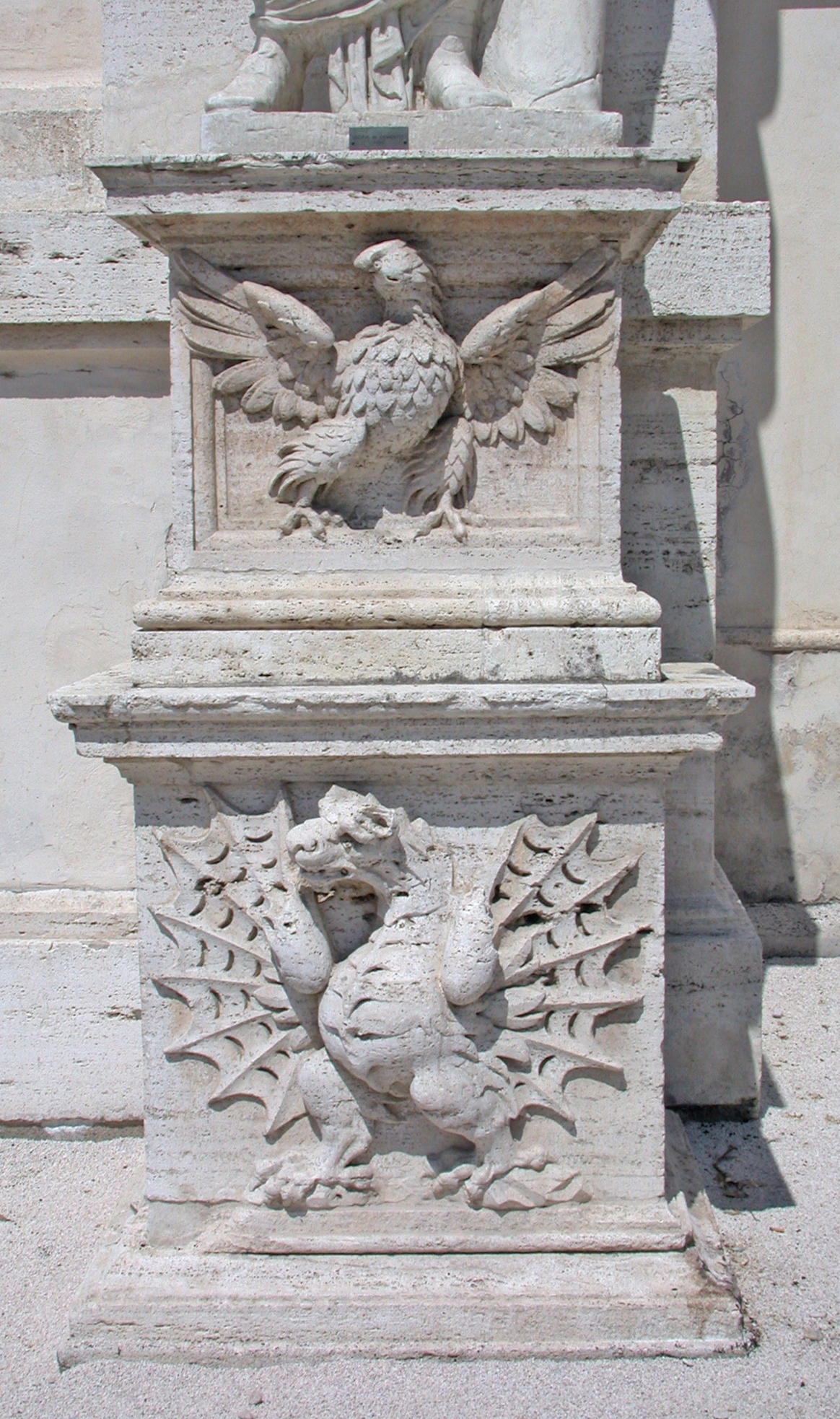
Detalhe da decoração, com o escudo de armas dos Borghese: o dragão alado e a águia coroada.

O núcleo da propriedade já pertencia aos Borghese em 1580, no local onde foi identificada a posição dos Jardins de Lúculo (ou horti luculliani).
A propriedade foi ampliada com uma série de aquisições feitas pelo cardeal Scipione Borghese, sobrinho do papa Paulo V e futuro patrono de Gian Lorenzo Bernini, incluindo a antiga Vigna Ascani, com a intenção de criar uma "villa di delizie" e o mais vasto jardim construído em Roma desde a antiguidade. Em 1606, a realização do edifício foi confiada pelo cardeal ao arquitecto Flaminio Ponzio. As obras começaram em 1612. No entanto, Ponzio viria a falecer no ano seguinte, sendo sucedido na tarefa por Giovanni Vasanzio (Jan van Santen, seu nome de batismo), que projectou uma fachada com um terraço em forma de U, decorando o conjunto com nichos, vãos, estátuas clássicas e relevos. Ambos os arquitectos foram apoiados pelo jardineiro Domenico Savini da Montelpulciano e pela intervenção de outros artistas, como Pietro e Gianlorenzo Bernini. A villa viria a ficar concluída em 1633.
A Villa Borghese Pinciana, ou Casino Borghese, alcançou fama fora de Roma ainda no século XVII. Em 1644, o viajante britânico John Evelyn descreveu-a como um "Eliseu de prazer", com "fontes de variados mecanismos, olivais e pequenos cursos de água". Evelyn também disse que era um viveiro de avestruzes, patos reais, cisnes e grous e de "diversas e estranhas bestas".

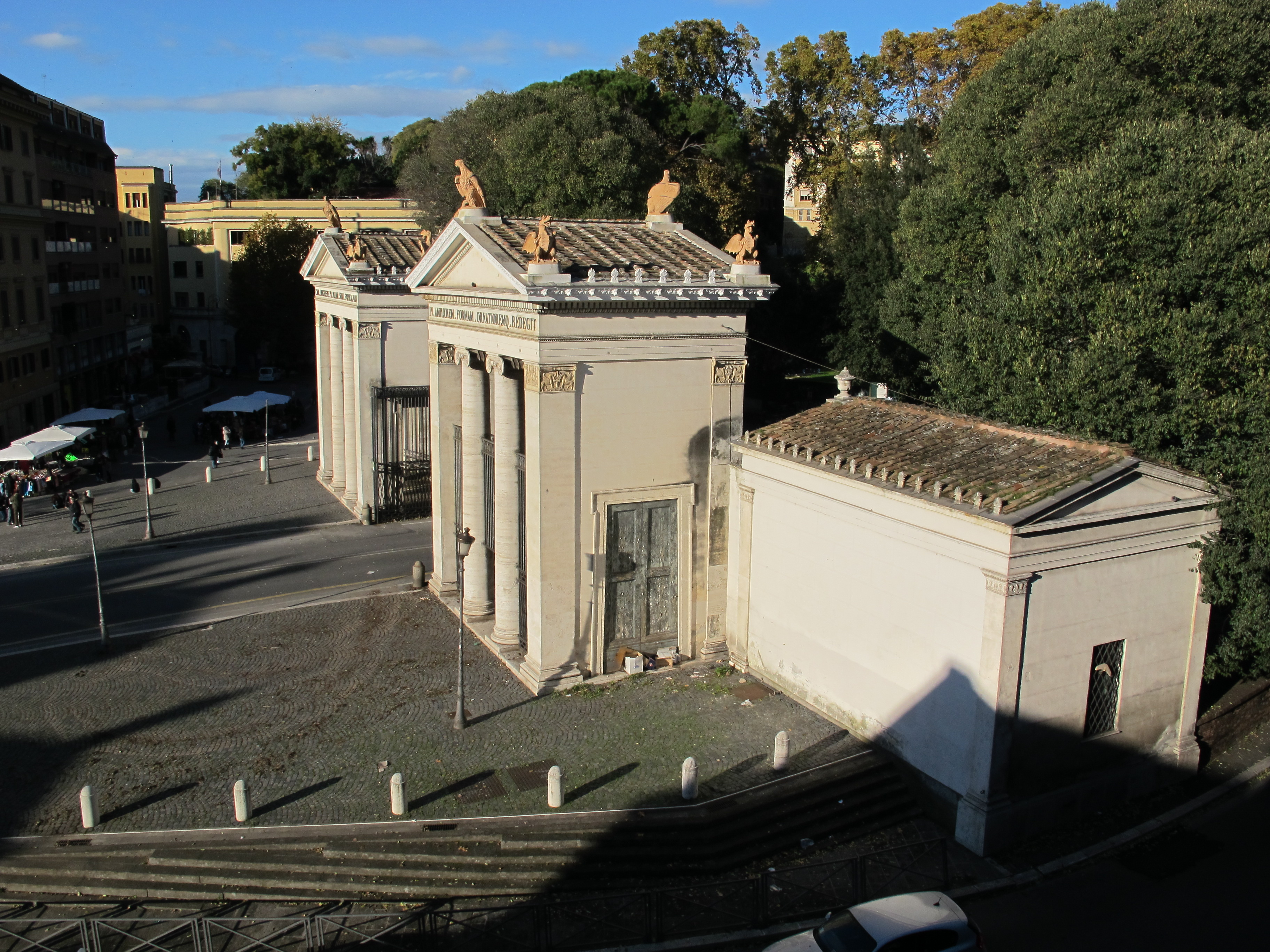
Monumental entrada para os jardins da Villa Borghese Pinciana, por Luigi Canina (1827).

Em 1766, o Príncipe Marcantonio IV Colonna (1730 - 1800) empreendeu trabalhos de transformação tanto no "Casino nobile" (a villa em si, actual sede da Galleria Borghese) como no "Casino dei giuochi d'acqua" (actual estufa de citrinos e sede do Museo Carlo Bilotti), e sobretudo no parque, mandando redesenhar os jardins e sistematizando o "Giardino del lago" (Jardim do Lago), obra dos arquitectos António e Mário Asprucci. Todo o jardim foi ornado com fontes e pequenas construções que permitiam gozar sugestivas vistas perspectivas. Em 1775, sob a direcção do arquitecto António Asprucci, substituiu os então antiquados tapetes e tapeçarias de couro da villa e reordenou as esculturas e antiguidades dos Borghese, seguindo um critério temático que foi notavelmente bem acolhido pela sociedade romana.
No início do século XIX, a villa viria a ser ampliada pelo príncipe Camillo Borghese, cunhado de Napoleão Bonaparte, com a aquisição de terrenos em direcção à Porta del Popolo e à Porta Pinciana, que foram integrados na propriedade com a intervenção do arquitecto Luigi Canina. No decorrer daquele século, o jardim formal foi transformado em jardim paisagístico ao gosto inglês, sendo aberto nas passagens festivas para acolher festas populares com cantos e bailes. Em 1808, como consequência do défice no legado Borghese, Camillo Borghese vendeu algumas das esculturas e antiguidades da família ao imperador. Devido a isso, o Gladiador Borghese, reconhecido desde o século XVII como uma das mais admiráveis estátuas da colecção, pode ser apreciado actualmente no Museu do Louvre, em Paris. 
Nos primeiros anos do século XX, a família Borghese já não tinha condições económicas para manter a villa, pelo que o complexo foi adquirido pelo estado italiano em 1901,  pela soma de 3,6 milhões de liras. Em 1903, os jardins foram separados do palácio, sendo cedidos nesse mesmo ano ao município de Roma, que os converteu num parque público aberto até à actualidade.
O edifício foi restaurado integralmente pela última vez entre 1995 e 1997, com a reconstrução da escadaria dupla dp pórtico, assim como do seu interior.

## A Galleria Borghese

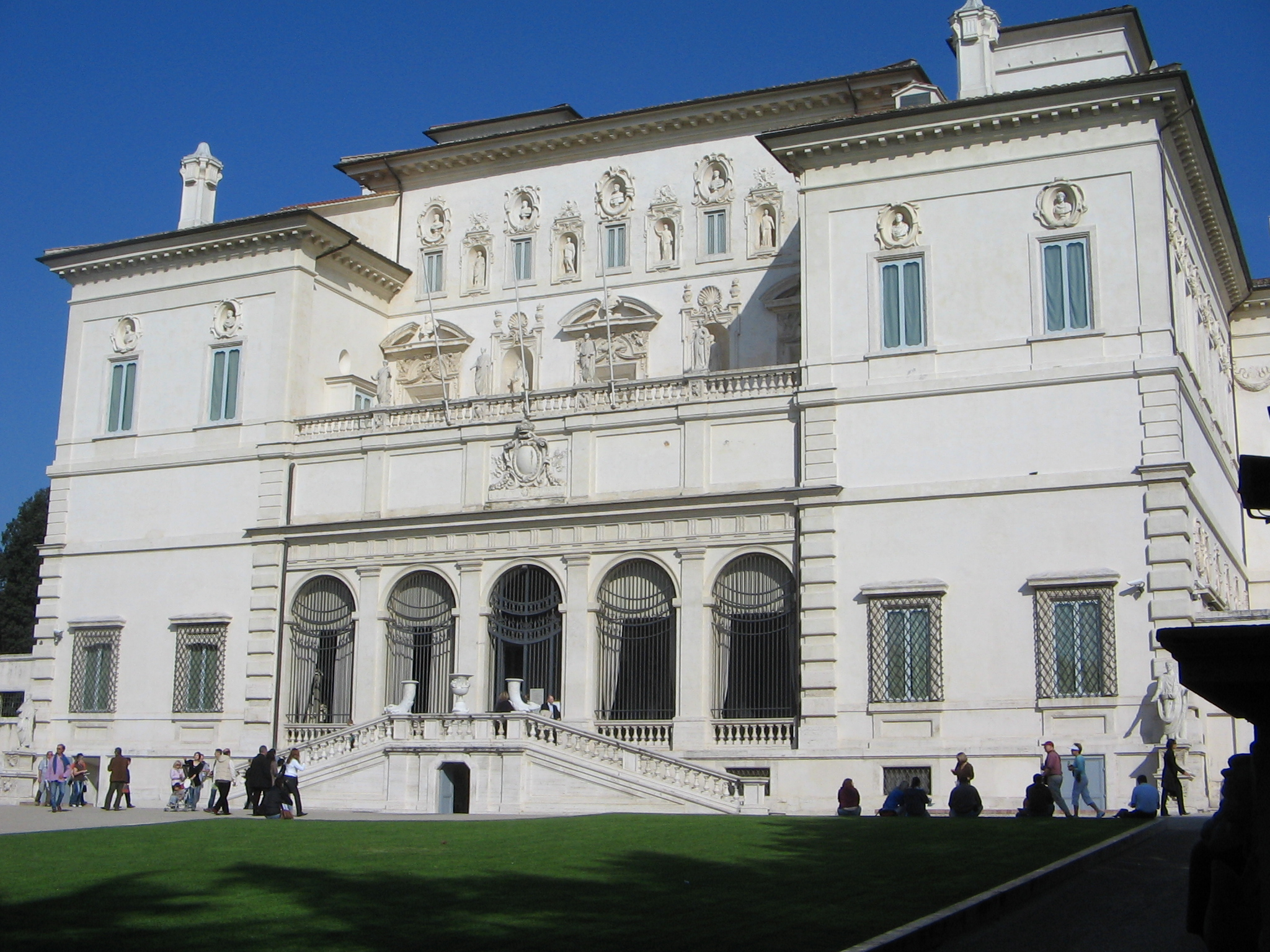
Fachada da Villa Borghese Pinciana, convertida em Galleria Borghese.

Scipione Borghese foi patrono de Bernini e um ávido coleccionador das obras de Caravaggio, que está bem representado na colecção pelo "Rapaz com um Cesto de Fruta", "São Jerónimo", "Baco doente" e outros. Outros pintores dignos de nota são Ticiano, com o seu "Amor Sagrado e Profano", Rafael com o "Sepultamento de Cristo", além de obras de Peter Paul Rubens e Federico Barocci.
A conversão do palácio num genuíno museu público foi objecto duma exposição no Getty Center, de Los Angeles, no ano 2000, por ocasião da aquisição de cento e cinquenta e quatro desenhos relativos a esse acontecimento. 